# کارلس ژیل
کارلس ژیل د پارخا ویسنت (کاتالونیایی: Carles Gil de Pareja Vicent؛ زادهٔ ۲۲ نوامبر ۱۹۹۲) بازیکن فوتبال اهل اسپانیا است.
از باشگاه‌هایی که در آن بازی کرده‌است می‌توان به والنسیا، الچه، استون ویلا، دپورتیوو لاکرونیا و نیوانگلند رولوشن اشاره کرد.